# Convention de Rome sur la protection des artistes interprètes ou exécutants, des producteurs de phonogrammes et des organismes de radiodiffusion
La Convention de Rome sur la protection des artistes interprètes ou exécutants, des producteurs de phonogrammes et des organismes de radiodiffusion, également connue sous le nom de Convention internationale sur la protection des artistes interprètes ou exécutants, des producteurs de phonogrammes et des organismes de radiodiffusion ou sous le nom Convention de Rome, assure la protection des interprétations et exécutions des artistes interprètes ou exécutants, des phonogrammes des producteurs de phonogrammes et dans les émissions des organismes de radiodiffusion.
En août 2021, le traité comptait 97 parties contractantes, une partie étant définie comme un État qui a consenti à être lié par le traité et pour lequel le traité est en vigueur,.
L'Organisation mondiale de la propriété intellectuelle est responsable de l'administration de la convention de Rome, conjointement avec l'Organisation internationale du travail (OIT) et l'Organisation des Nations Unies pour l'éducation, la science et la culture (UNESCO).

## Histoire et portée
La Convention de Rome a été acceptée par les membres des Bureaux internationaux unis pour la protection de la propriété intellectuelle (BIRPI), le prédécesseur de l'Organisation mondiale de la propriété intellectuelle moderne, le 26 octobre 1961. La conférence diplomatique a été convoquée conjointement par les BIRPI, l'Organisation internationale du Travail et l'UNESCO.
L'accord a étendu pour la première fois la protection des droits voisins du droit d'auteur à des entités ou des individus qui ne sont pas les auteurs mais qui ont une relation étroite avec une œuvre protégée par le droit d'auteur, notamment les artistes interprètes ou exécutants, les producteurs d'enregistrements sonores et les organismes de radiodiffusion.
Les pays ont élaboré la Convention de Rome en réponse aux nouvelles technologies telles que les magnétophones qui rendaient la reproduction des sons et des images plus facile et moins chère que jamais. Alors que les lois antérieures sur le droit d'auteur, y compris les accords internationaux comme la Convention de Berne de 1886, avaient été rédigées pour réglementer la circulation des documents imprimés, la Convention de Rome a répondu à la nouvelle situation en couvrant les artistes interprètes ou exécutants et les producteurs d'enregistrements sous le droit d'auteur :
1. Les artistes interprètes ou exécutants (acteurs, chanteurs, musiciens, danseurs et autres personnes exécutant des œuvres littéraires ou artistiques) sont protégés contre certains actes auxquels ils n'ont pas consenti. Ces actes sont : la diffusion et la communication au public de leur prestation en direct ; l'enregistrement de leur performance en direct ; la reproduction d'un tel enregistrement si l'enregistrement original a été réalisé sans leur consentement ou si la reproduction est faite à des fins différentes de celles pour lesquelles ils ont donné leur consentement.
2. Les producteurs de phonogrammes jouissent du droit d'autoriser ou d'interdire la reproduction directe ou indirecte de leurs phonogrammes. Les phonogrammes sont définis dans la Convention de Rome comme désignant toute enregistrement exclusivement auditive des sons d'une interprétation ou d'autres sons. Lorsqu'un phonogramme publié à des fins commerciales donne lieu à des utilisations secondaires (telles que radiodiffusion ou communication au public sous quelque forme que ce soit), une rémunération unique et équitable doit être versée par l'utilisateur aux artistes interprètes ou exécutants, ou aux producteurs de phonogrammes, ou aux deux. Les États contractants sont toutefois libres de ne pas appliquer cette règle ou d’en limiter l’application.
3. Les organismes de radiodiffusion jouissent du droit d'autoriser ou d'interdire certains actes, à savoir : la rediffusion de leurs émissions ; l'enregistrement de leurs émissions ; la reproduction de tels enregistrements ; la communication au public des émissions télévisées si cette communication est faite dans des lieux accessibles au public contre paiement d'un droit d'entrée.

La Convention de Rome (496 UNTS 43) autorise les exceptions suivantes dans les lois nationales aux droits mentionnés ci-dessus :
- usage privé
- utilisation de courts extraits dans le cadre du reportage sur l’actualité
- enregistrement éphémère par une société de radiodiffusion au moyen de ses propres installations et pour ses propres émissions
- utilisation uniquement à des fins d’enseignement ou de recherche scientifique
- dans tous les autres cas – à l'exception des licences obligatoires qui seraient incompatibles avec la Convention de Berne – où la législation nationale prévoit des exceptions au droit d'auteur sur les œuvres littéraires et artistiques.

En outre, une fois qu'un artiste interprète ou exécutant a consenti à l'incorporation de sa prestation dans un enregistrement visuel ou audiovisuel, les dispositions relatives aux droits des artistes interprètes ne s'appliquent plus.
Quant à la durée, la protection doit durer au moins jusqu'à la fin d'une période de 20 ans, calculée à compter de la fin de l'année au cours de laquelle :
a) la fixation a été effectuée, pour les phonogrammes et pour les prestations qui y sont incorporées ;
b) l'exécution a eu lieu, pour les interprétations non incorporées dans des phonogrammes ;
c) la diffusion a eu lieu.Toutefois, les législations nationales prévoient de plus en plus une durée de protection de 50 ans, au moins pour les phonogrammes et les exécutions.

## Voir également
- Convention des Phonogrammes de Genève
- vidéogramme
- Droits voisins du droit d'auteur en France